# Vla (prodotto alimentare)

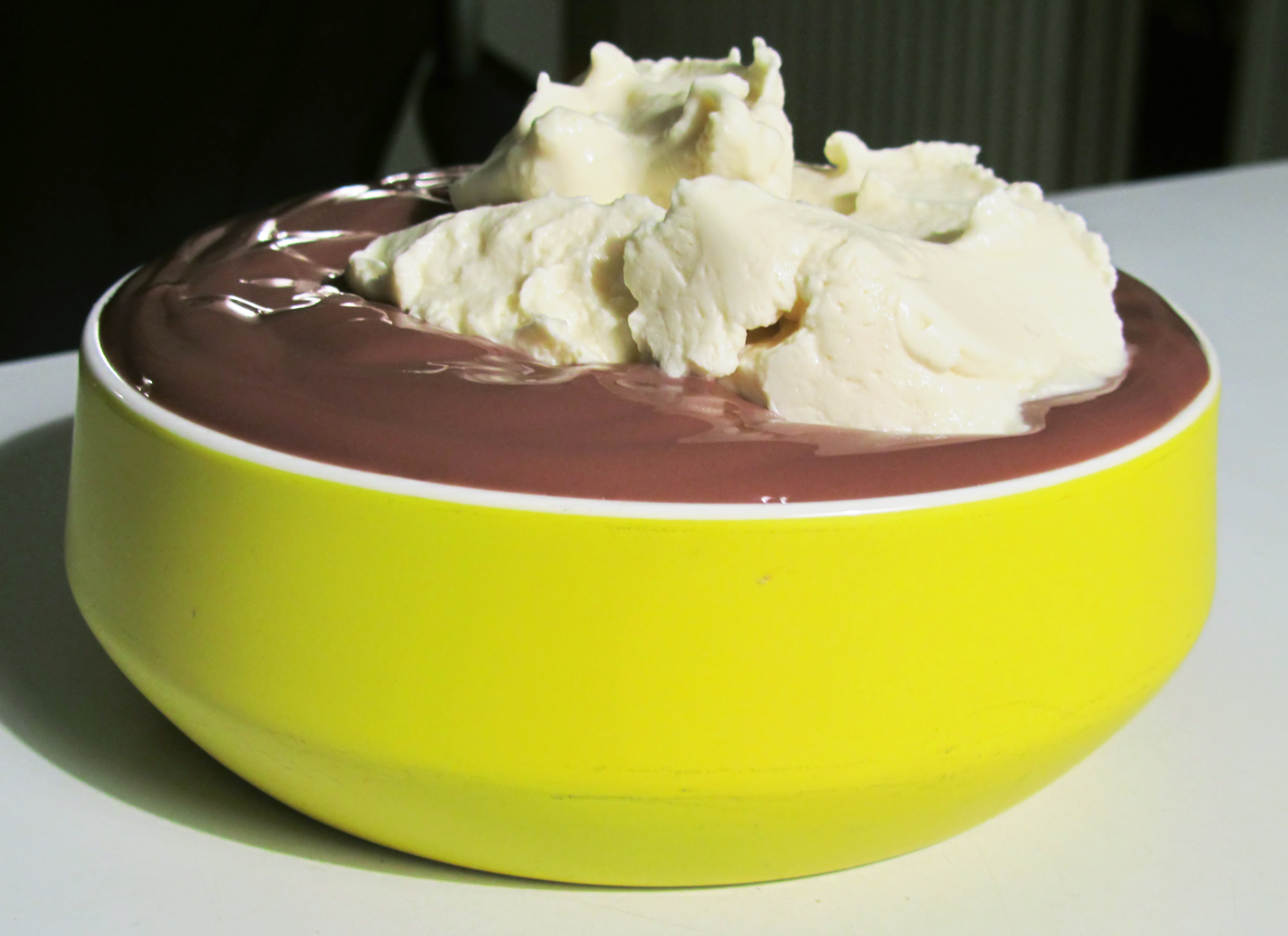
Una tazza di vla al cioccolato

Il vla è un prodotto a base di latte tipico dei Paesi Bassi, prodotto con latte fresco e additivi che conferiscono al prodotto una viscosità simile a quella dello yogurt. Il sapore è simile a quello del budino, ma si presenta in forma liquida.
Tradizionalmente il vla viene preparato facendo cuocere il latte con custard (budino), oppure combinando uova, maizena e vaniglia. In entrambe le varianti viene aggiunto dello zucchero. Il vla venduto nei negozi è prodotto in genere con altri addensanti.
Oggi il vla è disponibile in vari gusti, come vaniglia, cioccolato, bianco, caramello e frutta (fragola, banana, pesca, pera). Esiste anche una versione che contiene panna (slagroomvla), disponibile in vari gusti. La versione dubbelvla presenta due gusti nella stessa confezione.

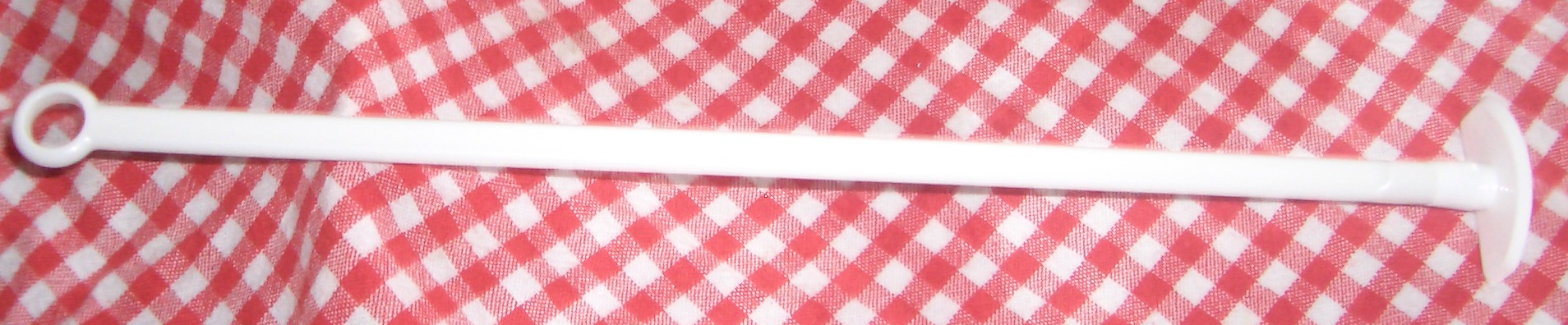
Flessenschraper (grattabottiglia)

In passato il vla era venduto in bottiglie di vetro e la consistenza del prodotto rendeva l'estrazione dalla bottiglia un'operazione abbastanza difficile. Per questo fu inventato un attrezzo speciale, il flessenschraper (grattabottiglia), o flessenlikker (leccabottiglia). Oggi il vla viene venduto in contenitori di tetrapak, ma questo attrezzo è ancora abbastanza comune nelle cucine delle famiglie olandesi.